# Parides panthonus
Parides panthonus, popularmente chamada rabo-de-andorinha, é uma espécie de borboleta neotropical da família dos papilionídeos (Papilionidae). É endêmica das Guianas e Brasil.

## Descrição
Parides panthonus tem manchas marginais vermelhas em vez de brancas. As tíbias posteriores dos machos são sempre dilatadas e com pelos finos. As manchas vermelhas nas asas posteriores não têm brilho opalescente. Asa anterior em ambos os sexos preta, com manchas marginais avermelhadas; asa posterior com uma linha regularmente curva de manchas vermelhas separadas.

## Conservação
Em 2007, Parides panthonus foi classificada como vulnerável na Lista de espécies de flora e fauna ameaçadas de extinção do Estado do Pará; em 2018, com a rubrica de "dados insuficientes" no Livro Vermelho da Fauna Brasileira Ameaçada de Extinção do Instituto Chico Mendes de Conservação da Biodiversidade (ICMBio). Em 5 de dezembro de 2022, foi citada na Portaria ICMBio N.º 1.145, de responsabilidade do ICMBio e do Ministério do Meio Ambiente, como uma das espécies do Pará a serem contempladas nos programas de conservação do Plano de Ação Nacional para a Conservação dos Insetos Polinizadores (vigência 2023-2027).

## Taxonomia
Parides panthonus é um membro do grupo de espécies aeneas. Os membros são:
- Parides aeneas
- Parides aglaope
- Parides burchellanus
- Parides echemon
- Parides eurimedes
- Parides lysander
- Parides neophilus
- Parides orellana
- Parides panthonus
- Parides tros
- Parides zacynthus

### Subespécies
Atualmente são reconhecidas três subespécies:
- P. p. panthonus (Suriname, Guianas)
- P. p. barbotini Brévignon, 1998 (Guiana Francesa Oriental)
- P. p. phylarchus (Hopffer, 1865) (Guiana Francesa)

Havia outra, P. p. castilhoi, endêmica do Brasil, que foi transferida como subespécie de Parides aglaope.